# Benedykt Kurkowiak
Benedykt Kurkowiak (ur. 19 kwietnia 1937 w Maniewie) – polski rolnik, poseł na Sejm PRL VII kadencji.

## Życiorys
Uzyskał wykształcenie podstawowe. Pracował na prowadzonym przez siebie gospodarstwie rolnym. Do Zjednoczonego Stronnictwa Ludowego przystąpił w 1960. W 1976 uzyskał mandat posła na Sejm PRL w okręgu Piła. Zasiadał w Komisji Leśnictwa i Przemysłu Drzewnego oraz w Komisji Rolnictwa i Przemysłu Spożywczego.

## Odznaczenia
- Brązowy Krzyż Zasługi (1971)
- Odznaka „Zasłużony Pracownik Rolnictwa”